# Joan Mas i Ramon
Joan Mas i Ramon (Barcelone 1934) est un artiste peintre post-impressionniste catalan.

## Biographie
Joan Mas a exposé en Europe depuis 1960, il part avec ses peintures à compléter sa carrière et ses études sous la direction du professeur Roger Chastel en 1961, à l'École nationale supérieure des beaux-arts (ENSBA) de Paris, jusqu'en 1968. En 1981 il a été choisi pour participer au Grup Passeig de Gràcia de Barcelone,.

## L'œuvre
La peinture de Joan Mas a été créée dans le post-impressionnisme avec des influences du cubisme, l'art abstrait et la nouvelle figuration. Il s'écarte des dogmes classiques de la peinture de paysage, pour donner vie à un langage remarquablement personnel.